# キャスリーン・ビュール
キャスリーン・ビュール（Kathleen Buhle）、またはキャスリーン・バイデン（Kathleen Biden）は、アメリカ合衆国の非営利団体幹部、作家である。彼女は第46代アメリカ合衆国大統領ジョー・バイデンの次男ハンター・バイデンの元妻である。2022年に発表した回想録『If We Break: A Memoir of Marriage, Addiction, and Healing』で自身と元夫との結婚生活の詳細を綴っている。

## バイオグラフィ
イリノイ州シカゴの労働者階級のカトリック家庭に生まれた。母は学校教師、父はシカゴ・ホワイトソックスのセールスマンであった。彼女はカトリック系の学校で教育を受け、テキサス州セント・メアリーズ大学で心理学を専攻して卒業した。
1992年7月、オレゴン州ポートランドのカトリック教会でイエズス会のボランティアをしていたビュールは当時の上院議員だったジョー・バイデンとその前妻ネイリア・ハンター・バイデンとの次男のハンター・バイデンと出会った。ビュールは交際3ヶ月で妊娠し、1993年7月に結婚した。2人はバイデンがジョージタウン大学で法律を学んでいたワシントンD.C.へと移り住んだ。1993年12月23日に長女のナオミを出産した。その後、一家はデラウェア州ウィルミントンに移り住み、アメリカ合衆国独立以前まで遡る不動産を購入した。ビュールの義兄のボー・バイデンはフィラデルフィアで連邦検察官として働く傍ら、彼らと同居するようになった。1998年9月に次女のフィネガン（Finnegan）、2000年に三女のメイシー（Maisy）が生まれた。一家はワシントンD.C.に戻り、テンリータウンに家を借りた。義父母のジョーとジル・バイデンがそれぞれ副大統領とセカンドレディを務めていた頃、ビュールはファーストレディのミシェル・オバマとの親交を深めるようになった。
2015年、バイデンのアルコール依存症と薬物依存症が原因で夫婦は公に別居した。2016年12月9日にビュールは離婚を申請し、2017年2月23日に彼女はコロンビア特別区上級裁判所にバイデンの資産凍結を求める申し立てを行った。彼女は別居中の夫が「自分の利益のために浪費することで家族に経済的不安を与えている」と非難し、彼がドラッグやアルコール、ストリップクラブ、売春婦、交際女性へのプレゼントに金を使ったと主張した。この間にバイデンは亡くなった兄ボーの妻のハリー・オリヴィエ・バイデンとの不倫を始めた。同年末に離婚が成立した。2019年、彼女は姓をバイデンからビュールに戻した。
彼女はバイデンとの結婚生活と彼の薬物依存症についての回想録『If We Break: A Memoir of Marriage, Addiction, and Healing』を執筆した。これは2022年6月に出版された。
ビュールはワシントンD.C.に住んでおり、困窮する人々を支援するための女性クラブを設立した。